# Sarcophaga rohdendorfi
Sarcophaga rohdendorfi är en tvåvingeart som beskrevs av Salem 1936. Sarcophaga rohdendorfi ingår i släktet Sarcophaga och familjen köttflugor.
Artens utbredningsområde är Egypten. Inga underarter finns listade i Catalogue of Life.